# Chiesa di San Francesco di Paola (Cosenza)
La chiesa di San Francesco di Paola è un edificio religioso di Cosenza, sul tratto finale di corso Plebiscito.

## Storia e descrizione
L'edificio religioso, che sorge a 245 metri sul livello del mare, in largo Paolina Gervasi Mantovani n.1, venne costruito nel 1444 da san Francesco di Paola divenendo la sua dimora abituale. Secondo la tradizione san Francesco di Paola viveva nella grotta posta dietro l'edificio, nota a tutti come "la grotta del santo", in cui si conserva una croce di legno che lo stesso santo aveva deposto. È ritenuto il secondo santuario dedicato al santo per importanza
L'interno, introdotto da un bel portale in stile gotico, è a navata unica e ospita la tomba di Ottavio Cesare Gaeta (m. 1593). Sulla parete destra, ci sono due dipinti del XVIII secolo: una Sacra Famiglia e una Madonna con san Francesco e sant'Agostino. Su un altare è una statua lignea di san Francesco di Paola; mentre sul lato sinistro della navata, su un altro altare, si trova una statua lignea di san Michele Arcangelo. La Madonna con Bambino in gloria e santi Paolo e Luca (1551) fu dipinta da Pietro Negroni. Nell'abside, un trittico del XVI secolo realizzato da Cristoforo Faffeo rappresenta la Madonna di Loreto col Bambino in gloria con i santi Caterina e Sebastiano.
Sul retro dell'altare è un coro ligneo costruito nel 1679 da Domenico Costanzo da Rogliano. Sul muro della sagrestia vi sono resti di affreschi risalenti al 1550–1600. Sulla volta sono presenti alcuni pastelli che rappresentano scene della vita del santo di Paola.